# يونيفرسال ميوزيك إندونيسيا
يونيفرسال ميوزيك إندونيسيا (بالإندونيسية: Universal Music Indonesia)‏؛ (بالإنجليزية: Universal Music Indonesia)‏ هي شركة تسجيلات وإنتاج إعلامية إندونيسية. تأسست الشركة في 1 يناير 1989 في جاكرتا وهي مملوكة لمجموعة يونيفرسال الموسيقية.

## أبرز الفنانين الذين تعاملوا معها
- إيكي نورجانة ( إندونيسيا)
- إيفي تامالا ( إندونيسيا)
- فيفي ذو الفقار ( إندونيسيا)
- معمر زين العاشقين ( إندونيسيا)
- ماريا أولفا ( إندونيسيا)
- ميغا موستيكا ( إندونيسيا)
- روما إيراما ( إندونيسيا)
- آنگون ( إندونيسيا؛  فرنسا)
- سيتي نورهاليزا ( ماليزيا)
- نورانيزا إدريس ( ماليزيا)
- ليزا هانم ( ماليزيا)
- أليف ستار ( ماليزيا)
- أنغام ( مصر)
- أسماء لمنور ( المغرب)
- عمرو دياب ( مصر)
- حمزة نمرة ( السعودية؛  مصر)
- أيمن الأعتر ( ليبيا)
- كاظم الساهر ( العراق؛  المغرب؛  كندا)
- ماهر زين ( لبنان؛  السويد)
- سميرة سعيد ( المغرب؛  مصر)
- ماجد المهندس ( العراق؛  السعودية)
- شذى حسون ( العراق؛  المغرب)
- سيرين عبد النور ( لبنان)
- سامي يوسف ( إيران؛  المملكة المتحدة)
- رائف ( الولايات المتحدة؛  مصر)
- صابر الرباعي ( تونس)
- لطيفة ( تونس)
- أصالة نصري ( سوريا؛  مصر)
- عاصي الحلاني ( لبنان)
- نوال الزغبي ( لبنان؛  كندا)
- الشاب خالد ( الجزائر)
- وردة الجزائرية ( الجزائر)
- أماني السويسي ( تونس)
- نانسي عجرم ( لبنان)
- رامي صبري ( مصر)
- أحلام الشامسي ( الإمارات العربية المتحدة؛  البحرين)
- أمل حجازي ( لبنان)
- آمال ماهر ( مصر)
- مسعود كرتس ( مقدونيا الشمالية؛  تركيا؛  المملكة المتحدة)
- حمود الخضر ( الكويت)
- هاريس جي ( المملكة المتحدة)
- وعد ( السعودية)
- وائل كفوري ( لبنان)
- تامر حسني ( مصر)
- فدوى المالكي ( المغرب)
- شيرين عبد الوهاب ( مصر)